# Vinialesaurus
Vinialesaurus là một chi của xà đầu long từ kỷ Jura muộn (tầng Oxfordi) được tìm thấy ở Thành hệ Jagua, Pinar del Río, Cuba.  Tên loài điển hình là Vinialesaurus Caroli, lần đầu tiên được mô tả là Cryptocleidus Caroli bởi De la Torre và Rojas vào năm 1949, và được miêu tả lại bởi Gasparini, Bardet và Iturralde vào năm 2002.
Tên Vinialesaurus nhằm tôn vinh Viñales-thị xã ở phía tây Cuba, nơi hóa thạch của các Vinialesaurus được phát hiện. Những hóa thạch bao gồm chủ yếu là các hóa thạch khá hoàn chỉnh của hộp sọ, hàm, và các phần của đốt sống. 